# Илия (епископ Полоцкий)
Илия́ (умер 1128) — Полоцкий епископ.

## Биография
Дата рождения неизвестна. Упоминается в качестве Полоцкого епископа в 1120–1128 годах. Был духовным руководителем позднее канонизированной в лике святой Евфросинии Полоцкой, которой передал Преображенский храм в Сельце в двух верстах от Полоцка для обустройства там монастыря. Скончался в 1128 году.